# OK Liga 2003-2004
L'OK Liga 2003-2004 è stata la 35ª edizione del torneo di primo livello del campionato spagnolo di hockey su pista; disputato tra l'11 ottobre 2003 e il 25 giugno 2004 si è concluso con la vittoria del Barcellona, al suo diciassettesimo titolo.

## Stagione

### Formula
L'OK Liga 2003-2004 vide ai nastri di partenza sedici club; la manifestazione fu organizzata con un girone all'italiana, con gare di andata e ritorno per un totale di 30 giornate: erano assegnati tre punti per l'incontro vinto, un punto a testa per l'incontro pareggiato e zero la sconfitta. Al termine della stagione regolare furono disputati i play-off tra le prime otto squadre classificate; la vincitrice venne proclamata campione di Spagna. Le squadre classificate dal quattordicesimo al sedicesimo posto retrocedettero direttamente in Primera División, il secondo livello del campionato.

## Classifica finale stagione regolare
|                   | Pos. | Squadra         | Pt | G  | V  | N  | P  | GF  | GS  | DR  |
| ----------------- | ---- | --------------- | -- | -- | -- | -- | -- | --- | --- | --- |
| Spagna (bandiera) | 1.   | Barcellona      | 75 | 30 | 24 | 3  | 3  | 132 | 47  | +85 |
|                   | 2.   | Reus Deportiu   | 65 | 30 | 20 | 5  | 5  | 102 | 54  | +48 |
|                   | 3.   | Igualada        | 57 | 30 | 17 | 6  | 7  | 99  | 63  | +36 |
|                   | 4.   | Noia            | 54 | 30 | 16 | 6  | 8  | 75  | 61  | +14 |
|                   | 5.   | Liceo La Coruña | 50 | 30 | 16 | 2  | 12 | 95  | 89  | +6  |
|                   | 6.   | Vic             | 50 | 30 | 15 | 5  | 10 | 105 | 89  | +16 |
|                   | 7.   | Lleida          | 49 | 30 | 13 | 10 | 7  | 93  | 75  | +18 |
|                   | 8.   | Tenerife        | 39 | 30 | 11 | 6  | 13 | 102 | 107 | 5   |
|                   | 9.   | Blanes          | 36 | 30 | 10 | 6  | 14 | 66  | 68  | 2   |
|                   | 10.  | Vilanova        | 35 | 30 | 9  | 8  | 13 | 98  | 115 | -17 |
|                   | 11.  | Voltregà        | 35 | 30 | 9  | 8  | 13 | 93  | 96  | -3  |
|                   | 12.  | Lloret          | 32 | 30 | 9  | 5  | 16 | 82  | 97  | -15 |
|                   | 13.  | Vila Seca       | 31 | 30 | 9  | 4  | 17 | 81  | 105 | -24 |
|                   | 14.  | Cibeles         | 28 | 30 | 9  | 1  | 20 | 80  | 123 | -43 |
|                   | 15.  | Alcobendas      | 27 | 30 | 8  | 3  | 19 | 73  | 120 | 47  |
|                   | 16.  | Tordera         | 15 | 30 | 3  | 6  | 21 | 83  | 150 | 67  |

Legenda:
  Vincitore della Coppa del Re 2004.
  Partecipa ai play-off.
      Campione di Spagna e ammessa in CERH Champions League 2004-2005.
      Ammessa in CERH Champions League 2004-2005.
      Ammessa in Coppa CERS 2004-2005.
      Retrocessa in Primera División 2004-2005.
Note:
Tre punti a vittoria, uno a pareggio, zero a sconfitta.

## Play-off
|  | Quarti di finale | Quarti di finale | Quarti di finale | Quarti di finale | Quarti di finale | Quarti di finale | Quarti di finale |  |  | Semifinali | Semifinali      | Semifinali      | Semifinali      | Semifinali | Semifinali | Semifinali |   |   | Finale | Finale     | Finale     | Finale     | Finale | Finale | Finale |  |
|  |                  |                  |                  |                  |                  |                  |                  |  |  |            |                 |                 |                 |            |            |            |   |   |        |            |            |            |        |        |        |  |
|  | 1                | Barcellona       | Barcellona       | Barcellona       | 6                | 5                | 7                |  |  |            |                 |                 |                 |            |            |            |   |   |        |            |            |            |        |        |        |  |
|  | 8                | Tenerife         | Tenerife         | Tenerife         | 2                | 2                | 2                |  |  | 1          | Barcellona      | Barcellona      | Barcellona      | 5          | 3          | 6          |   |   |        |            |            |            |        |        |        |  |
|  | 4                | Noia             | Noia             | 3                | 3                | 1                | 3                |  |  | 5          | Liceo La Coruña | Liceo La Coruña | Liceo La Coruña | 2          | 0          | 2          |   |   |        |            |            |            |        |        |        |  |
|  | 5                | Liceo La Coruña  | Liceo La Coruña  | 7                | 2                | 3                | 4                |  |  |            |                 |                 |                 |            |            |            |   |   | 1      | Barcellona | Barcellona | Barcellona | 7      | 6      | 7      |  |
|  | 2                | Reus Deportiu    | 2                | 2                | 0                | 3                | 5                |  |  |            |                 | 3               | Igualada        | Igualada   | Igualada   | 1          | 2 | 4 |        |            |            |            |        |        |        |  |
|  | 7                | Lleida           | 4                | 1                | 1                | 2                | 4                |  |  | 2          | Reus Deportiu   | 4               | 6               | 1          | 3          | 2          |   |   |        |            |            |            |        |        |        |  |
|  | 3                | Igualada         | 8                | 4                | 1                | 3(0)             | 4                |  |  | 3          | Igualada        | 1               | 5               | 2          | 5          | 4          |   |   |        |            |            |            |        |        |        |  |
|  | 6                | Vic              | 1                | 3                | 4                | 3(1)             | 0                |  |  |            |                 |                 |                 |            |            |            |   |   |        |            |            |            |        |        |        |  |